# Cyrestis biaka
Cyrestis biaka är en fjärilsart som beskrevs av Smith 1894. Cyrestis biaka ingår i släktet Cyrestis och familjen praktfjärilar. Inga underarter finns listade i Catalogue of Life.